# God morgon världen (musikalbum)
God morgon världen är ett album från 1998 med Joyride. Albumet tilldelades en Grammis för "Årets dansband".

## Låtlista
1. Godmorgon världen / C.-H. Kindbom, C. Lösnitz, P. Pettersson, U. Georgsson
2. Tiden som vi fick / R. Andersson, G. Tinglöf-Källman
3. Ingen annan än du / G. Tinglöf-Källman
4. Sista tåget / T. Källman, G. Tinglöf-Källman
5. Den sommaren / G. Tinglöf-Källman
6. Kung för en dag / C.-H. Kindbom, C. Lösnintz, P. Pettersson, G. Tinglöf-Källman
7. Många, långa dagar / G. Tinglöf-Källman
8. Jag vill leva med dej / M. Wendt, C. Lundh
9. Stilla regn / G. Tinglöf-Källman
10. Stannar hos dej / G. Tinglöf-Källman
11. Tusen skäl till att stanna / J. Thunqvist, K. Svenling
12. Du gör mej galen / G. Tinglöf-Källman, T. Källman
13. Om jag ser dej igen / G. Tinglöf-Källman
14. En liten stund av kärlek / K. Wennman, S. Axelsson

### Fotnoter
1. ↑  ”Dansweb”. Arkiverad från originalet den 8 augusti 2015. https://web.archive.org/web/20150808192937/http://www.dans-web.nu/skivor/index.php?pid=view&ref_cd=857. Läst 11 juni 2011.
2. ↑  ”Svensk mediedatabas”. http://smdb.kb.se/catalog/id/001545715. Läst 2 maj 2011.
3. ↑  ”Grammis”. Arkiverad från originalet den 17 mars 2012. https://web.archive.org/web/20120317055524/http://www.ifpi.se/wp/wp-content/uploads/100428-lc-vinnare-genom-%C3%A5ren.pdf. Läst 3 maj 2011.